# Ербендорф
Ербендорф (нім. Erbendorf) — місто в Німеччині, розташоване в землі Баварія. Підпорядковується адміністративному округу Верхній Пфальц. Входить до складу району Тіршенройт.
Площа — 67,55 км2. Населення становить 5032 ос. (станом на 31 грудня 2020).